# Grégoire de Chypre (moine nestorien)
Pour les articles homonymes, voir Grégoire.
Grégoire de Chypre est un moine de l'Église d'Orient, écrivain religieux de langue syriaque, actif dans la première moitié du VIIe siècle.

## Biographie
Sa vie est racontée sommairement dans la Chronique de Séert et dans le Livre de la chasteté d'Ichodenah de Bassora. Il était anciennement situé au IVe siècle (comme contemporain d'Épiphane de Salamine), mais l'étude interne des textes conservés (par Irénée Hausherr) a montré que c'était impossible.
Selon la Chronique de Séert, il était natif de la ville de Nastir, en Susiane, donc Persan. Ichodenah affirme qu'il fut d'abord marchand, et qu'il embrassa la vie monastique à la suite de visions. Il se rendit à Édesse où il se mit à l'école d'un certain Moïse. Puis il rejoignit les solitaires du mont Izla, qu'il servit d'abord, avant d'entrer lui-même en religion. Selon Ichodenah, il retourna à un certain moment dans son pays pour ramener sa sœur et la placer dans un couvent à Nisibe. Il partit ensuite pour Chypre et s'y joignit à une communauté monastique, mais comme il ne savait pas le grec il y commença comme jardinier. Très vite, cependant, il acquit une parfaite maîtrise de la langue, et il finit par être élu supérieur de la communauté. L'archevêque chypriote dont parle la Chronique de Séert (« Larqadis » ?) ne serait pas Épiphane, mais Arcadios (archevêque de Constantia de 625 à 641/42).
Ensuite il retourna au mont Izla, dans son ermitage précédent, mais Moïse, « chef des clercs », lui écrivit une lettre pour le blâmer de s'être rendu chez les Grecs. Grégoire répondit qu'il y était allé sur l'ordre de Dieu et que l'archevêque l'attendait. Il mourut peu de temps après son retour au mont Izla et fut enseveli auprès de Mar Awgin.
Grégoire de Chypre est un contemporain de Babaï le Grand. Il s'opposa à Hénana d'Adiabène, le maître de l'École de Nisibe qui provoqua un schisme dans l'Église d'Orient. Il combat dans ses écrits l'origénisme et le messalianisme.
On lui attribue sept traités consacrés à la vie monastique, et trois lettres. Le seul texte qui ait été publié est le De theoria sancta, mais d'autres subsistent dans des manuscrits. Il s'appuie notamment sur la doctrine d'Évagre le Pontique (Les huit vices capitaux, la division de la vie spirituelle, la distinction entre science et sagesse, la place des sens spirituels...).

## Édition
- Irénée Hausherr (éd.), Gregorii Monachi Cyprii De Theoria Sancta quæ syriace interpretata dicitur Visio Divina, Orientalia Christiana Analecta 110, Rome, Pontificium Institutum Orientalium Studiorum, 1937.